# FM LOVEARTH

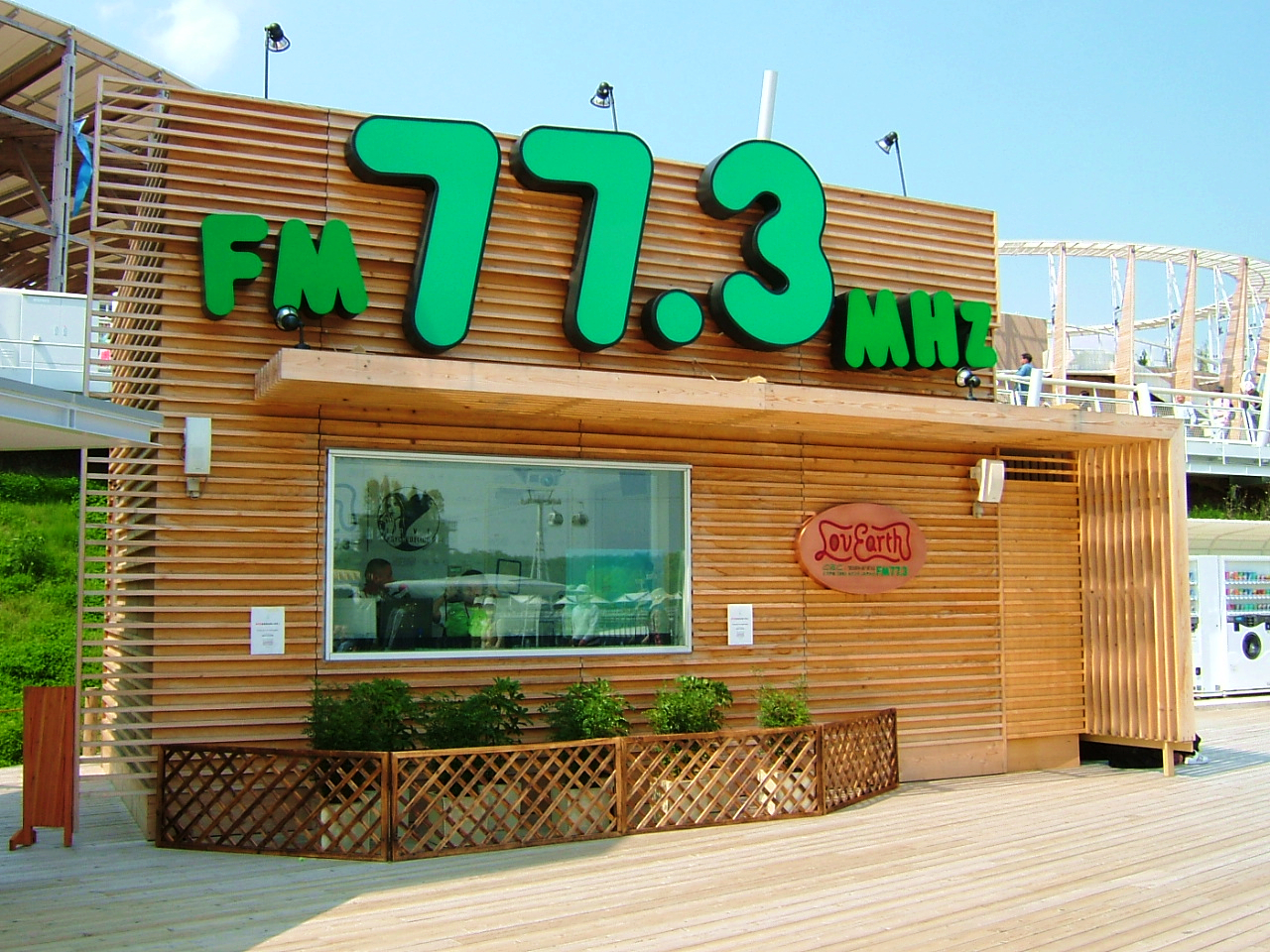
FM LOVEARTHのスタジオ

FM LOVEARTH（エフエム・ラヴァース）は、2005年日本国際博覧会「愛・地球博」のFMラジオイベント放送局。周波数は77.3MHz。中部日本放送（現：CBCラジオ）とZIP-FMが共同で運営した。

## 概要
- 放送局名 - 2005年日本国際博覧会イベントFM放送
- 愛称 - FM LOVEARTH

（一般公募から選ばれた。意味は「愛・地球博」の愛「LOVE」と地球「EARTH」から）
- コールサイン - JOYZ6AB-FM
- 周波数 - 77.3MHz
- 送信出力 - 200W
- 演奏所 - 愛知県愛知郡長久手町（愛・地球博 長久手会場内・北エントランス）
- 送信所 - 岐阜県土岐市鶴里（三国山）

（通信・放送機構「三国山送信所」・地上デジタル放送実験施設）
- 放送エリア - 愛知県・岐阜県・三重県の各一部（約250万世帯・3県の65%・会場から半径約30km）
- 放送期間 - 2005年2月25日（愛・地球博開幕1ヶ月前）〜9月25日（閉幕日） 全213日間

（試験放送は1月21日から）
- 放送時間 - 7:00〜翌日0:10頃（基本）・閉幕日は1:05頃まで放送
- 運営 - 中部日本放送、ZIP-FM
- 放送局長 - 中村利雄2005年日本国際博覧会協会事務総長

## 略歴
- 2004年
  - 9月1日 - 総務省東海総合通信局より超短波放送局（イベント局）の予備免許交付[2]
  - 11月18日 - 愛称・DJ・リポーター発表[3]
  - 12月 - スタジオ竣工
- 2005年
  - 1月21日 - 試験放送開始
  - 2月22日 - 免許状交付[4]
  - 2月24日 - 開局前夜祭をクラブダイアモンドホールで行う
  - 2月25日 - 7:00、本放送開始。放送局長である中村利雄事務総長が開局の挨拶
  - 3月24日 - 開会式を中継、開幕前夜・0:10以降も「AM LOVEARTH」として放送

（この"AM"とは、「午前（AM）0時以降の放送」「AMラジオのようなトーク多めの放送」という意味がある。AMラジオ（CBC：1053kHz）や、CBCラジオで万博閉幕後に放送されていた『AM LOVEARTH』との関係はない）
  - 3月25日 - 開幕
  - 8月20日 - 深夜、CBCテレビと同時で「TV LOVEARTH」を放送。テレビCM中は独自に放送
  - 9月25日 - 閉幕、閉会式とグランドフィナーレを中継

（21:00から各DJが1時間ずつ最後の放送を行う。放送終了直前にも全DJ・リポーターが登場し、翌日1:05頃放送終了、停波[※ 1]）

## 編成
- 基本的には、会場周辺の交通情報（高速道路・駐車場・シャトルバス・リニモ運行情報など）、天気予報、会場内の混雑情報、イベント情報、パビリオンの解説、そして、70-80年代の洋楽・邦楽を中心に放送。開局前には「英語・日本語のバイリンガル放送」と告知していたが、あまり行われなかった。
- 公式サイトから、放送中の楽曲をパソコンにダウンロードできるサービスを実施。さらに、11:00〜12:00の時間はau（KDDI）の携帯電話と連動して、放送中の楽曲が着うたとしてダウンロードできた。
- 一部時間は、NTTドコモのFOMAでスタジオや会場レポートの様子が映像で見られるサービスも実施。
- DJは、朝は7:00〜12:00の5時間、昼は12:00〜18:00の6時間、夜は18:00〜翌日0:10頃の約6時間を、1人ずつ担当し情報を伝えた。つまり1日3人のDJが登場。
- 会場内や会場外からも、レポーターが登場して2-3分のレポートを行った。リポーターは、1日2人登場。15:00頃に交代した。
- 放送時間中の毎時59分45秒からは、スジャータ提供の時報。朝（7:00〜11:00）、日中（12:00〜17:00）、夜（18:00〜24:00）の3パターンの同局オリジナル時報が30秒間流れた。
- 通常の放送は24:00まで。翌0:00からは「グリコのおまけ」（江崎グリコ提供）として放送。夜パート担当のDJが引き続き登場し、トーク・メッセージの紹介・裏話・最後の一曲などを放送した。放送時間は「約10分」で、特に決まっていなかった。初期は「グリコのおまけ」終了後、そのまま停波していたが、しばらくしてコールサイン（事前収録・声はCBC丹野アナ）が流れるようになった。最終日は、夕方に放送され、上野規行が担当した。
- 毎週土曜日の午後には「愛について何か語ろう-21世紀の賢者たち」のコーナーが放送され、数名のゲストが登場した。このコーナーは、イベント終了後にCBCで放送開始された「AM LOVEARTH」に引き継がれている。
- 8月ごろからの毎週金曜日の11時頃にはCBCテレビ『まるっと万博』を終えた森合康行アナウンサーがゲストとして毎週登場した。

## DJ
- ジェフリー・ジェムズ

肩書き上はメインDJ。ZIP-FM（担当番組『SKY COAST FRIDAY』1997年4月〜1998年3月 毎週金曜日 10:00〜21:00）をはじめ各局のDJ（ミュージックナビゲーター）を担当していた。2010年3月まで大阪FM COCOLO『RADIO CITY』（木・金）・『SUNDAY G VIBES』を担当。
- 佐野瑛厘

地元の愛知県名古屋市出身。ZIP-FMをはじめ各局のDJ（ミュージックナビゲーター）を担当していた。期間中も京都α-STATIONやFMヨコハマのレギュラーもこなしながらの担当となった。このため期間中3月〜5月にかけては他局の仕事を合わせ55連勤となるなどの激務であった。終了後もCBCラジオ「LOVEARTH」を担当した。現在は名古屋RADIO-i（担当番組『Briliant Wave』・『Twilight Breeze』）でDJをしている。
- 上野規行（当時新人）

地元の愛知県豊田市出身。このFMがラジオDJデビューとなる。最終日には感極まり号泣しながら放送していた。現在もCBCラジオでLOVEARTH関連番組・名古屋RADIO-i『Music Surf』を担当。また、静岡K-MIXのDJを担当するなど活躍の場が広がっている。
- 中内祐子

現在も各局のラジオDJを担当している。

## リポーター
（4人とも当時新人）
- 横井三千
- 岩田さち（現：安田さち。安田大サーカス：団長安田の妻）
- 鈴木里永
- 三浦沙知子

## スタッフ
- プロデューサー - 柴田太（ZIP-FMプロデューサー。FM DEPOの選曲も担当していた）
  - スタッフも出演者と共に局のブログに頻繁に登場していた。

## その他
- 選曲やCMの切替え等の進行管理は全てコンピュータがプログラム通りに自動で行い、曲はハードディスクから送り出していた。これにより中継以外では少ない人員（4人程度）で放送を行っていた。
- 試験放送期間中は、iPod内の楽曲をそのまま音源として放送していた。
- コラボレーション・アーティストは、LOVE PSYCHEDELICO。オリジナルイメージソング「Everyone,everyone」を制作し、開局の日や閉幕の日にゲスト出演した。
- ジングル、タイムシグナルの制作はニューヨーク在住のプロデューサー、Shunji MoriwakiとAtsuo Nittaの2人によるもの[5]。
- FM LOVEARTHのイベントが数多く開催された。
  - ささしまサテライト会場デ・ラ・ファンタジア・グラマラス192「LOVEARTH NIGHT」
  - 会場内・地球市民村「村祭」
  - テレビ・ラジオ同時放送「TV LOVEARTH」
- FM LOVEARTHとは別に、藤岡駐車場（豊田市西中山町）周辺でもイベントFM放送が行われた。詳細は愛知万博のマスメディア#2005年日本国際博覧会藤岡イベントFM放送を参照。

## 閉局後
- 放送に使用していた周波数77.3MHzは、閉局から8年後の2013年4月12日より西尾張シーエーティーヴィ株式会社が運営する海部地区を対象にしたコミュニティFM放送局エフエムななみが使用している。
- 「FM LOVEARTH」の事業は基本的に中部日本放送が継承しており、下記のとおり事業を展開している。詳細はLOVEARTHを参照。

### 番組としての「LOVEARTH」
- 閉幕直後の2005年10月3日よりCBCラジオで、月曜から金曜の19時より『LOVEARTH』が放送開始。ナイターオフ編成（10月 - 3月）の定番となっていた。ナイターイン編成（4月 - 10月）でも月曜日のみ放送が続いていた。2007年9月まで佐野瑛厘が月曜日を担当していた。
  - 2007年10月改編から平日の帯番組は廃止され、佐野瑛厘が土曜日の夜19時開始に変更し、土曜日のみとなる。
- また、同じく閉幕後の2005年10月9日からは日曜日16時30分〜19時に日曜版『AM LOVEARTH』が放送されている。DJは上野規行。2007年10月改編より番組開始時間が17時となり、2008年4月からは『上野規行のサンデーLOVEARTH』となる。
- CBCテレビでは、万博会期中の2005年8月20日（土）（=8月21日未明）（FM LOVEARTHとCBCテレビとの同時放送）と2006年3月（CBCテレビで単独放映）に『TV LOVEARTH』が放送された。
- 「TV LOVEARTH」は2006年9月に万博閉幕1周年記念事業として『MUSIC LOVEARTH』と名称変更され、同年9月16日（土）深夜（=9月17日未明）にCBCテレビで単独放映した。
- 2009年春改編で、2009年4月5日に『上野規行のサンデーLOVEARTH』の放送も終了し、ラジオ放送およびテレビ放送としての『LOVEARTH』の幕は閉じた。最終回で、上野は、万博時代からの思い出をリスナーとともに号泣しながら振り返った（上野は万博の最終日の放送も号泣しながら放送している）。

### イベントとしての「LOVEARTH」
- その後関連行事として2006年9月24日に「愛・地球博MESSAGE LIVE」を開催し、当時のDJとレポーター全員が各ライブの司会・中継をし、ラジオで同時放送した。また、2006年9月25日には、万博協会主催の「愛・地球博MEMORIAL FINALE」を共同で展開し、佐野瑛厘とCBC森合アナが司会を担当し、これに万博当時のDJとレポーター全員が舞台出演およびラジオで同時放送をした。
- また、不定期だが、ライブ企画である「LOVEARTH NIGHT」も開催されている。

### 多目的スペース「CBC LOVEARTH」
- 2005年11月ごろ CBCの本社本館正面玄関横に、多目的スタジオ兼イベントスペースとして「CBC LOVEARTH」を開設。実際に会場内で設置されたFM LOVEARTHのエンブレムが展示されている。

### 「FM LOVEARTH」看板の行方
- 2006年1月ごろ「77.3MHz」のネオンサインとログハウス風のスタジオ設備の一部を、周波数が同じであるコミュニティFM局「福井街角放送」に無償で譲渡した[6]。
- 譲渡を受けた福井街角放送はこのスタジオを利用し、2009年11月8日、福井駅西口広場にサテライトスタジオ「駅前情報館」をオープンした。